# 2-я гвардейская истребительная авиационная дивизия ПВО
2-я гварде́йская истреби́тельная авиацио́нная Сталинградская Краснознамённая ордена Суво́рова диви́зия ПВО (2-я гв. иад ПВО) — соединение Военно-Воздушных сил (ВВС) ПВО Вооружённых Сил РККА, принимавшее участие в боевых действиях Великой Отечественной войны.

## История наименований
- 102-я истребительная авиационная дивизия ПВО;
- 102-я истребительная авиационная Краснознамённая дивизия ПВО;
- 2-я гвардейская истребительная авиационная Краснознамённая дивизия ПВО;
- 2-я гвардейская истребительная авиационная Сталинградская Краснознамённая дивизия ПВО;
- 2-я гвардейская истребительная авиационная Сталинградская Краснознамённая ордена Суворова дивизия ПВО;
- Полевая почта 21872.

## Создание дивизии
2-я гвардейская истребительная авиационная дивизия создана 31 марта 1943 года за образцовое выполнение заданий командования в боях с немецкими захватчиками и проявленные при этом мужество и героизм переименованием 102-й истребительной авиационной дивизии на основании Приказа НКО СССР.

## В действующей армии
- с 31 марта 1943 года по 9 мая 1945 года, всего 771 день

## Командиры дивизии
| Звание                | Имя                             | Период                  | Примечание |
| --------------------- | ------------------------------- | ----------------------- | ---------- |
| Генерал-майор авиации | Пунтус Иван Григорьевич         | 31.03.1943 — 01.01.1947 |            |
| Полковник             | Коробков Павел Терентьевич      | 06.1947 — 10.1948       |            |
| Полковник             | Лавриненков Владимир Дмитриевич | 03.1949 — 02.1950       |            |

## В составе объединений
| Дата            | Фронт (округ)          | Район                                   | Корпус           |
| --------------- | ---------------------- | --------------------------------------- | ---------------- |
| 31.03.1943 года |                        | Сталинградский корпусной район ПВО      |                  |
| 29.06.1943 года | Восточный фронт ПВО    | Сталинградский корпусной район ПВО      |                  |
| 01.01.1944 года | Западный фронт ПВО     |                                         |                  |
| 01.02.1944 года | Западный фронт ПВО     | Северо-Кавказский дивизионный район ПВО |                  |
| 21.04.1944 года | Южный фронт ПВО        | Северо-Кавказский дивизионный район ПВО | 87-я дивизия ПВО |
| 01.05.1944 года | Южный фронт ПВО        | Северо-Кавказский дивизионный район ПВО | 12-й корпус ПВО  |
| 24.12.1944 года | Юго-Западный фронт ПВО |                                         | 12-й корпус ПВО  |
| 01.01.1945 года | Юго-Западный фронт ПВО |                                         |                  |
| 01.02.1945 года | Юго-Западный фронт ПВО |                                         | 12-й корпус ПВО  |
| 11.05.1945 года | Юго-Западный фронт ПВО |                                         | 12-й корпус ПВО  |
| 10.06.1960 года | Бакинский округ ПВО    |                                         | 12-й корпус ПВО  |

## Части и отдельные подразделения дивизии
| Период                                        | Наименование                                         |
| --------------------------------------------- | ---------------------------------------------------- |
| 31.03.1943 — 10.06.1960                       | 38-й гвардейский истребительный авиационный полк ПВО |
| 31.03.1943 — 10.06.1960                       | 83-й гвардейский истребительный авиационный полк ПВО |
| 31.03.1943 — 10.06.1960                       | 84-й гвардейский истребительный авиационный полк ПВО |
| 27.01.1944 — 18.04.1944                       | 268-й истребительный авиационный полк ПВО            |
| 17.09.1944 — 01.03.1945                       | 822-й истребительный авиационный полк ПВО            |
| 16.06.1943 — 02.1944, 08.10.1944 — 17.02.1945 | 933-й истребительный авиационный полк ПВО            |
| 30.06.1943 — 11.05.1944                       | 934-й истребительный авиационный полк ПВО            |
| 26.06.1943 — 01.07.1943                       | 936-й истребительный авиационный полк ПВО            |

## Боевой состав дивизии на 9 мая 1945 года
| Наименование                                         | Базирование                                              |
| ---------------------------------------------------- | -------------------------------------------------------- |
| 38-й гвардейский истребительный авиационный полк ПВО | Ростов-на-Дону, Hawker Hurricane                         |
| 83-й гвардейский истребительный авиационный полк ПВО | Ростов-на-Дону, Hawker Hurricane, Киттихаук Curtiss P-40 |
| 84-й гвардейский истребительный авиационный полк ПВО | Тихорецк, Як-9                                           |

| Curtiss P-40 Киттихаук | Як-9 | Харрикейн |

## Участие в операциях и битвах
- ПВО Ростова, Краснодара, Новороссийска.
- Противовоздушная оборона переправ Отдельной Приморской армии на Керченский плацдарм и строительства моста в Керченском проливе в ходе подготовки Крымской операции (февраль-апрель 1944 г.). За этот период лётчики дивизии выполнили 827 боевых вылетов, провели 38 воздушных боёв, сбили 28 немецких самолётов (в том числе 6 ночью)[4]
- Противовоздушная оборона города Одессы.
- Противовоздушная оборона войск 3-го и 2-го Украинских фронтов.
- освобождение Румынии

## Почётные наименования
- 2-й гвардейской Краснознамённой истребительной авиационной дивизии 17 сентября 1943 года присвоено почетное наименование «Сталинградская»[5]

## Награды
- 2-я гвардейская истребительная авиационная Сталинградская Краснознамённая дивизия ПВО за образцовое выполнение заданий командования в боях за освобождение города Феодосия и проявленные при этом доблесть и мужество Указом Президиума Верховного Совета СССР от 24 апреля 1944 года награждена орденом Суворова II степени[6].

## Базирование
- в период с февраля по май 1944 г. аэродромы свх. Бугаз, Тамань, Фронталовская на Таманском полуострове.

| МиГ-17 | МиГ-15 | МиГ-17 |